# Glaphyra cordigera
Glaphyra cordigera là một loài bọ cánh cứng trong họ Cerambycidae.